# Piney Point Village
Piney Point Village é uma cidade localizada no estado norte-americano do Texas, no Condado de Harris.

## Demografia
Segundo o censo norte-americano de 2000, a sua população era de 3380 habitantes.
Em 2006, foi estimada uma população de 3455, um aumento de 75 (2.2%).

## Geografia
De acordo com o United States Census Bureau tem uma área de 5,5 km², dos quais 5,5 km² cobertos por terra e 0,0 km² cobertos por água.

## Localidades na vizinhança
O diagrama seguinte representa as localidades num raio de 4 km ao redor de Piney Point Village.